# Kiril Despodov
Kiril Vasilev Despodov (Bulgaars: Кирил Василев Десподов) (Kresna, 11 november 1996) is een Bulgaars voetballer die doorgaans speelt als vleugelspeler. In september 2023 verruilde hij Loedogorets voor PAOK Saloniki. Despodov maakte in 2018 zijn debuut in het Bulgaars voetbalelftal.

## Clubcarrière
Despodov speelde in de jeugd van Pirin 2001 en kwam in 2008 terecht in de opleiding van Litex Lovetsj. Bij deze club maakte hij op vijftienjarige leeftijd zijn debuut in het eerste elftal, toen op 12 mei 2012 met 5–0 gewonnen werd van Kaliakra Kavarna. Van coach Christo Stoitsjkov mocht hij na drieënzeventig minuten spelen invallen voor Svetoslav Todorov. Zijn eerste doelpunt maakte de vleugelspeler op 10 augustus 2013, tegen Pirin Gotse Deltsjev (1–5 overwinning). In de zomer van 2016 maakte Despodov transfervrij de overstap naar CSKA Sofia. Hier kreeg hij een belangrijkere rol toebedeeld dan hij bij Litex had en hij kwam ook vaker tot scoren. In het seizoen 2017/18 kwam de Bulgaar voor het eerst tot meer dan tien officiële doelpunten in één seizoen. Hij werd uitgeroepen tot Bulgaars voetballer van het jaar 2018. Despodov maakte in januari 2019 voor circa 4,2 miljoen euro de overstap naar Cagliari, waar hij zijn handtekening zette onder een verbintenis voor de duur van vierenhalf jaar, met een optie op een jaar extra. Na een half seizoen werd de Bulgaar verhuurd aan Sturm Graz. Na een seizoen in Oostenrijk keerde hij tijdelijk terug in Bulgarije, waar Loedogorets hem voor een seizoen overnam. Na deze verhuurperiode nam Loedogorets de vleugelspeler definitief over. Met Ludogorets werd hij drie keer op rij kampioen, waarna hij in september 2023 voor circa drieënhalf miljoen euro overgenomen werd door PAOK Saloniki. De Griekse club kwam met hem een contract voor vier jaar overeen.

## Clubstatistieken
| Seizoen | Club          | Competitie   | Competitie | Competitie | Beker | Beker | Internationaal | Internationaal | Totaal | Totaal |
| Seizoen | Club          | Competitie   | Wed.       | Dlp.       | Wed.  | Dlp.  | Wed.           | Dlp.           | Wed.   | Dlp.   |
| ------- | ------------- | ------------ | ---------- | ---------- | ----- | ----- | -------------- | -------------- | ------ | ------ |
| 2011/12 | Litex Lovetsj | Parva Liga   | 1          | 0          | 0     | 0     | —              | —              | 1      | 0      |
| 2012/13 | Litex Lovetsj | Parva Liga   | 8          | 0          | 1     | 0     | —              | —              | 9      | 0      |
| 2013/14 | Litex Lovetsj | Parva Liga   | 6          | 2          | 4     | 0     | —              | —              | 10     | 2      |
| 2014/15 | Litex Lovetsj | Parva Liga   | 18         | 2          | 3     | 0     | 0              | 0              | 21     | 2      |
| 2015/16 | Litex Lovetsj | Parva Liga   | 4          | 0          | 5     | 2     | —              | —              | 9      | 2      |
| 2016/17 | CSKA Sofia    | Parva Liga   | 25         | 4          | 0     | 0     | —              | —              | 25     | 4      |
| 2017/18 | CSKA Sofia    | Parva Liga   | 30         | 8          | 3     | 3     | —              | —              | 33     | 11     |
| 2018/19 | CSKA Sofia    | Parva Liga   | 16         | 8          | 1     | 0     | 5              | 2              | 22     | 10     |
| 2018/19 | Cagliari      | Serie A      | 4          | 0          | 0     | 0     | —              | —              | 4      | 0      |
| 2019/20 | → Sturm Graz  | Bundesliga   | 19         | 8          | 2     | 1     | —              | —              | 21     | 9      |
| 2020/21 | Cagliari      | Serie A      | 1          | 0          | 0     | 0     | —              | —              | 1      | 0      |
| 2020/21 | → Loedogorets | Parva Liga   | 20         | 5          | 4     | 0     | 4              | 1              | 28     | 6      |
| 2021/22 | Loedogorets   | Parva Liga   | 25         | 6          | 3     | 1     | 13             | 3              | 41     | 10     |
| 2022/23 | Loedogorets   | Parva Liga   | 30         | 14         | 5     | 2     | 13             | 3              | 48     | 19     |
| 2023/24 | Loedogorets   | Parva Liga   | 4          | 2          | 0     | 0     | 7              | 2              | 11     | 4      |
| 2023/24 | PAOK Saloniki | Super League | 33         | 10         | 4     | 0     | 10             | 2              | 47     | 12     |
| 2024/25 | PAOK Saloniki | Super League | 24         | 4          | 3     | 0     | 16             | 3              | 43     | 7      |
| Totaal  | Totaal        | Totaal       | 268        | 73         | 38    | 9     | 68             | 16             | 374    | 98     |

Bijgewerkt op 20 maart 2025.

## Interlandcarrière
Despodov maakte zijn debuut in het Bulgaars voetbalelftal op 23 maart 2018, toen met 0–1 verloren werd van Bosnië en Herzegovina door een doelpunt van Kenan Kodro. Despodov moest van bondscoach Petar Hoebtsjev op de reservebank beginnen en hij mocht na drieënzestig minuten invallen voor Spas Delev. Zijn eerste doelpunt maakte hij in zijn vierde interland. In het Vasil Levski Nationaal Stadion kwamen de bezoekers uit Cyprus nog op voorsprong door een doelpunt van Grigoris Kastanos, maar na een uur spelen maakte Despodov gelijk. Uiteindelijk won Bulgarije, doordat Todor Nedelev tekende voor de 2–1.
| Interlands van Kiril Despodov voor Bulgarije | Interlands van Kiril Despodov voor Bulgarije | Interlands van Kiril Despodov voor Bulgarije | Interlands van Kiril Despodov voor Bulgarije | Interlands van Kiril Despodov voor Bulgarije | Interlands van Kiril Despodov voor Bulgarije | Interlands van Kiril Despodov voor Bulgarije |
| №                                            | Datum                                        | Wedstrijd                                    | Uitslag                                      | Competitie                                   | Goals                                        |                                              |
| Als speler bij CSKA Sofia                    | Als speler bij CSKA Sofia                    | Als speler bij CSKA Sofia                    | Als speler bij CSKA Sofia                    | Als speler bij CSKA Sofia                    | Als speler bij CSKA Sofia                    | Als speler bij CSKA Sofia                    |
| -------------------------------------------- | -------------------------------------------- | -------------------------------------------- | -------------------------------------------- | -------------------------------------------- | -------------------------------------------- | -------------------------------------------- |
| 1                                            | 23 maart 2018                                | Bulgarije – Bosnië en Herzegovina            | 0 – 1                                        | Vriendschappelijk                            |                                              |                                              |
| 2                                            | 6 september 2018                             | Slovenië – Bulgarije                         | 1 – 2                                        | Nations League 2018/19                       |                                              |                                              |
| 3                                            | 9 september 2018                             | Bulgarije – Noorwegen                        | 1 – 0                                        | Nations League 2018/19                       |                                              |                                              |
| 4                                            | 13 oktober 2018                              | Bulgarije – Cyprus                           | 2 – 1                                        | Nations League 2018/19                       | 59'                                          |                                              |
| 5                                            | 16 oktober 2018                              | Noorwegen – Bulgarije                        | 1 – 0                                        | Nations League 2018/19                       |                                              |                                              |
| Als speler bij Cagliari                      |                                              |                                              |                                              |                                              |                                              |                                              |
| 6                                            | 7 juni 2019                                  | Tsjechië – Bulgarije                         | 2 – 1                                        | EK 2020 kwalificatie                         |                                              |                                              |
| 7                                            | 10 juni 2019                                 | Bulgarije – Kosovo                           | 2 – 3                                        | EK 2020 kwalificatie                         |                                              |                                              |
| Als speler bij Sturm Graz                    |                                              |                                              |                                              |                                              |                                              |                                              |
| 8                                            | 7 september 2019                             | Engeland – Bulgarije                         | 4 – 0                                        | EK 2020 kwalificatie                         |                                              |                                              |
| 9                                            | 10 september 2019                            | Ierland – Bulgarije                          | 3 – 1                                        | Vriendschappelijk                            |                                              |                                              |
| 10                                           | 14 oktober 2019                              | Bulgarije – Engeland                         | 0 – 6                                        | EK 2020 kwalificatie                         |                                              |                                              |
| 11                                           | 14 november 2019                             | Bulgarije – Paraguay                         | 0 – 1                                        | Vriendschappelijk                            |                                              |                                              |
| 12                                           | 17 november 2019                             | Bulgarije – Tsjechië                         | 1 – 0                                        | EK 2020 kwalificatie                         |                                              |                                              |
| Als speler bij Loedogorets                   |                                              |                                              |                                              |                                              |                                              |                                              |
| 13                                           | 8 oktober 2020                               | Bulgarije – Hongarije                        | 1 – 3                                        | EK 2020 kwalificatie                         |                                              |                                              |
| 14                                           | 11 oktober 2020                              | Finland – Bulgarije                          | 2 – 0                                        | Nations League 2020/21                       |                                              |                                              |
| 15                                           | 14 oktober 2020                              | Bulgarije – Wales                            | 0 – 1                                        | Nations League 2020/21                       |                                              |                                              |
| 16                                           | 25 maart 2021                                | Bulgarije – Zwitserland                      | 1 – 3                                        | WK 2022 kwalificatie                         | 46'                                          |                                              |
| 17                                           | 31 maart 2021                                | Noord-Ierland – Bulgarije                    | 0 – 0                                        | WK 2022 kwalificatie                         |                                              |                                              |
| 18                                           | 1 juni 2021                                  | Bulgarije – Slowakije                        | 1 – 1                                        | Vriendschappelijk                            |                                              |                                              |
| 19                                           | 5 juni 2021                                  | Rusland – Bulgarije                          | 1 – 0                                        | Vriendschappelijk                            |                                              |                                              |
| 20                                           | 8 juni 2021                                  | Frankrijk – Bulgarije                        | 3 – 0                                        | Vriendschappelijk                            |                                              |                                              |
| 21                                           | 2 september 2021                             | Italië – Bulgarije                           | 1 – 1                                        | WK 2022 kwalificatie                         |                                              |                                              |
| 22                                           | 5 september 2021                             | Bulgarije – Litouwen                         | 1 – 0                                        | WK 2022 kwalificatie                         |                                              |                                              |
| 23                                           | 9 oktober 2021                               | Litouwen – Bulgarije                         | 3 – 1                                        | WK 2022 kwalificatie                         | 64'                                          |                                              |
| 24                                           | 12 oktober 2021                              | Bulgarije – Noord-Ierland                    | 2 – 1                                        | WK 2022 kwalificatie                         |                                              |                                              |
| 25                                           | 11 november 2021                             | Oekraïne – Bulgarije                         | 1 – 1                                        | Vriendschappelijk                            |                                              |                                              |
| 26                                           | 15 november 2021                             | Zwitserland – Bulgarije                      | 4 – 0                                        | WK 2022 kwalificatie                         |                                              |                                              |
| 27                                           | 26 maart 2022                                | Qatar – Bulgarije                            | 2 – 1                                        | Vriendschappelijk                            | 60'                                          |                                              |
| 28                                           | 29 maart 2022                                | Kroatië – Bulgarije                          | 2 – 1                                        | Vriendschappelijk                            | 69'                                          |                                              |
| 29                                           | 2 juni 2022                                  | Bulgarije – Noord-Macedonië                  | 1 – 1                                        | Nations League 2022/23                       | 13'                                          |                                              |
| 30                                           | 5 juni 2022                                  | Bulgarije – Georgië                          | 2 – 5                                        | Nations League 2022/23                       |                                              |                                              |
| 31                                           | 9 juni 2022                                  | Gibraltar – Bulgarije                        | 1 – 1                                        | Nations League 2022/23                       |                                              |                                              |
| 32                                           | 23 september 2022                            | Bulgarije – Gibraltar                        | 5 – 1                                        | Nations League 2022/23                       | 36'                                          |                                              |
| 33                                           | 26 september 2022                            | Noord-Macedonië – Bulgarije                  | 0 – 1                                        | Nations League 2022/23                       | 50'                                          |                                              |
| 34                                           | 16 november 2022                             | Cyprus – Bulgarije                           | 0 – 2                                        | Vriendschappelijk                            | 24'                                          |                                              |
| 35                                           | 20 november 2022                             | Luxemburg – Bulgarije                        | 0 – 0                                        | Vriendschappelijk                            |                                              |                                              |
| 36                                           | 24 maart 2023                                | Bulgarije – Montenegro                       | 0 – 1                                        | EK 2024 kwalificatie                         |                                              |                                              |
| 37                                           | 27 maart 2023                                | Hongarije – Bulgarije                        | 3 – 0                                        | EK 2024 kwalificatie                         |                                              |                                              |
| 38                                           | 17 juni 2023                                 | Litouwen – Bulgarije                         | 1 – 1                                        | EK 2024 kwalificatie                         |                                              |                                              |
| 39                                           | 20 juni 2023                                 | Bulgarije – Servië                           | 1 – 1                                        | EK 2024 kwalificatie                         | 47'                                          |                                              |
| Als speler bij PAOK Saloniki                 |                                              |                                              |                                              |                                              |                                              |                                              |
| 40                                           | 7 september 2023                             | Bulgarije – Iran                             | 0 – 1                                        | Vriendschappelijk                            |                                              |                                              |
| 41                                           | 10 september 2023                            | Montenegro – Bulgarije                       | 2 – 1                                        | EK 2024 kwalificatie                         |                                              |                                              |
| 42                                           | 14 oktober 2023                              | Bulgarije – Litouwen                         | 0 – 2                                        | EK 2024 kwalificatie                         |                                              |                                              |
| 43                                           | 17 oktober 2023                              | Albanië – Bulgarije                          | 2 – 0                                        | Vriendschappelijk                            |                                              |                                              |
| 44                                           | 16 november 2023                             | Bulgarije – Hongarije                        | 2 – 2                                        | EK 2024 kwalificatie                         | 79' (pen.)                                   |                                              |
| 45                                           | 19 november 2023                             | Servië – Bulgarije                           | 2 – 2                                        | EK 2024 kwalificatie                         | 69'                                          |                                              |
| 46                                           | 22 maart 2024                                | Tanzania – Bulgarije                         | 0 – 1                                        | Vriendschappelijk                            | 52'                                          |                                              |
| 47                                           | 25 maart 2024                                | Azerbeidzjan – Bulgarije                     | 1 – 1                                        | Vriendschappelijk                            |                                              |                                              |
| 48                                           | 4 juni 2024                                  | Roemenië – Bulgarije                         | 0 – 0                                        | Vriendschappelijk                            |                                              |                                              |
| 49                                           | 9 juni 2024                                  | Slovenië – Bulgarije                         | 1 – 1                                        | Vriendschappelijk                            | 4' (pen.)                                    |                                              |
| 50                                           | 5 september 2024                             | Wit-Rusland – Bulgarije                      | 0 – 0                                        | Nations League 2024/25                       |                                              |                                              |
| 51                                           | 8 september 2024                             | Bulgarije – Noord-Ierland                    | 1 – 0                                        | Nations League 2024/25                       | 40'                                          |                                              |
| 52                                           | 12 oktober 2024                              | Bulgarije – Luxemburg                        | 0 – 0                                        | Nations League 2024/25                       |                                              |                                              |
| 53                                           | 15 oktober 2024                              | Noord-Ierland – Bulgarije                    | 5 – 0                                        | Nations League 2024/25                       |                                              |                                              |
| 54                                           | 15 november 2024                             | Luxemburg – Bulgarije                        | 0 – 1                                        | Nations League 2024/25                       |                                              |                                              |

Bijgewerkt op 20 maart 2025.

## Erelijst
| Competitie                       |             |                           |             |             |
| Competitie                       | Aantal      | Jaren                     |             |             |
| Loedogorets                      | Loedogorets | Loedogorets               | Loedogorets | Loedogorets |
| -------------------------------- | ----------- | ------------------------- | ----------- | ----------- |
| Parva Liga                       | 3           | 2020/21, 2021/22, 2022/23 |             |             |
| Koepa na Balgarija               | 1           | 2022/23                   |             |             |
| Soeperkoepa na Balgarija         | 2           | 2021, 2022                |             |             |
| Individueel                      |             |                           |             |             |
| Bulgaars voetballer van het jaar | 1           | 2018                      |             |             |